# Andreaea flexuosa
Andreaea flexuosa är en bladmossart som beskrevs av R. Brown ter 1893. Andreaea flexuosa ingår i släktet sotmossor, och familjen Andreaeaceae. Inga underarter finns listade i Catalogue of Life.